# Eudòxia Augusta
|  | No s'ha de confondre amb Èlia Eudòxia. |

Eudòxia Augusta o Èlia Eudòxia, en grec antic: Εὐδοκία, Evdokia, (Atenes, ~401 - 20 d'octubre de 461) fou la dona de l'emperador Teodosi.

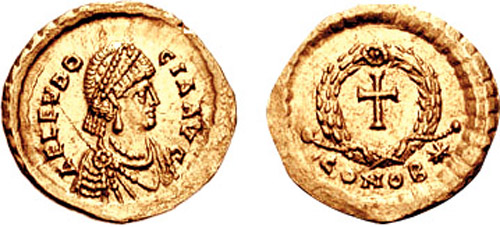
Tremís: AEL EVDO-CIA AVG // CONOB*

Filla del sofista Lleonci, es va educar amb els literats Hiperqui i Orió i va tenir una acurada educació. Com que a més era molt bella, el pare a la seva mort va decidir que ja en tenia prou i no li va deixar res en herència, la qual va anar als seus germans Valeri i Aeci (Zonaràs li diu al segon Genesi i Pascal li diu Gesi).
Eudòxia va anar a Constantinoble a apel·lar contra la decisió paterna; allí Pulquèria, germana de Teodosi II, la va conèixer i la va considerar una bona elecció per a ser la dona del seu germà; el problema era que era pagana i no cristiana, però aviat la va convèncer i el patriarca àtic de Constantinoble la va batejar i llavors va agafar el nom d'Eudòxia sota el patronatge de Pulquèria, i la parella es va casar el 7 de juny del 421.
El 422 va néixer la primera filla, Eudòxia, que el 424 fou promesa al seu cosí Valentinià (després l'emperador d'Occident Valentinià III); un possible segon fill, Arcadi, va morir jove. El 423, Eudòxia va rebre el títol d'augusta.
En els primers anys la influència administrativa corresponia a Pulquèria, germana de Teodosi, però vers el 442 o 443 Eudòxia va començar a tenir influència.
El 436 o 437, la filla Eudòxia es va casar amb Valentinià a Constantinoble. El 438, Eudòxia mare va fer un viatge a Jerusalem i va retornar el 439 portant les relíquies d'Esteve el protomàrtir. Segurament fou en el camí d'aquest viatge quan va fer un discurs al poble d'Antioquia i se li va dedicar una estàtua. Mercès a la seva intercessió, Teodosi II va ordenar ampliar les muralles d'Antioquia i va fer altres concessions a la ciutat.
El 444, segons la crònica de Pascal o uns anys més tard segons Teòfanes, va passar un incident banal que va esdevenir greu: l'emperador va veure una poma excepcional i la va comprar per oferir-la a l'emperadriu; aquesta la va enviar el magister officiorum Paulí (Paulinus) i aquest la va considerar una bona ofrena per a enviar a l'emperador; quan aquest la va rebre va reconèixer la poma; l'emperador va preguntar a l'emperadriu què n'havia fet, de la poma, i aquesta, per no molestar el marit, va dir que se l'havia menjada; aquesta falsedat va fer sospitar a l'emperador que hi havia alguna cosa entre Paulí i Eudòxia i va desterrar el magister officiorum a Capadòcia, on després el va fer matar (Nicèfor en dona la data de 449 o 450).
Crisafi, un eunuc cap dels camarlencs, donava suport al monjo Eutiques de Constantinoble i procurava la destitució del patriarca Flavià de Constantinoble, que havia estat elegit poc abans (447). Pulquèria, la germana de l'emperador, donava suport al patriarca i aquest li va demanar ajut.
Eudòxia va aconseguir que el seu marit no fes més costat a la seva germana i aquesta, fins i tot, fou desterrada de la cort i es va haver de retirar de la capital.
En el segon concili d'Efes conegut com a «lladronici d'Efes» (ἡ λῃστρική, 449), Flavià fou deposat i va morir al cap de pocs dies. Però llavors Teodosi II va canviar d'opinió i va donar suport a les tesis del patriarca mort, i va fer desterrar Crisafi, al qual va confiscar tots els béns. A Eudòxia, li va treure encara l'afer de la poma, i l'emperadriu va obtenir permís per retirar-se a Jerusalem. Pulquèria fou cridada a la cort i va assolir altre cop la influència administrativa que va conservar la resta del regnat (i en el regnat del successor Marcià).
Eudòxia al cap d'un temps va intentar la reconciliació. L'emperador va enviar-hi Saturní, comes domesticorum, que per causes desconegudes va matar dos eclesiàstics: Sever, un sacerdot, i Joannes, un diaca, que estaven al servei d'Eudòxia a Jerusalem. L'emperadriu va fer matar Saturní. L'emperador, en revenja, va confiscar totes les terres de l'emperadriu i tots els privilegis que li havia permès de conservar (450).
Eudòxia va romandre tota la resta de la seva vida a Terra Santa. Va restaurar les muralles de Jerusalem i va construir monestirs, hospitals i una església en honor del protomàrtir Esteve allí on havia estat apedregat; altres esglésies, les va restaurar i va fer caritat a pobres i eclesiàstics. En el concili de Calcedònia (451), la tesi d'Eutiques de Constantinoble de la unió de dues naturaleses en Crist (defensada per l'emperadriu) que eren vigents després del 449 (aprovades en el lladronici d'Efes) foren revocades, però Eudòxia va rebutjar els acords del concili i fou acusada d'heretgia.
Quan es va assabentar de la captura de la seva filla Eudòxia pel rei vàndal Genseric (455), el qual l'havia portada a l'Àfrica (juntament amb dues filles, netes de l'emperadriu), es va voler reconciliar amb Pulquèria per aconseguir que aquesta i el seu marit Marcià s'interessin per la sort de les captives. Amb la intervenció d'Olibri, al qual una de les princeses havia estat promesa, i de Valeri (el germà d'Eudòxia, que exercia algun càrrec a la cort), es va fer la reconciliació.
Pulquèria va voler que Eudòxia retornés a la fe catòlica; els germans d'Eudòxia havien esdevingut catòlics i van escriure a la germana; Valeri exercia un càrrec en la cort i Aeci en províncies. Després de converses amb Simeó l'Estilita i Eutimi, monjo jerosolimità, va decidir renunciar a l'eutiquianisme, i amb ella van seguir els seus clients i servidors.
Va morir a Jerusalem vers el 461 i fou enterrada a l'Església de Sant Esteve. Teòfanes situa la seva mort el 455, però aquesta data ha de ser errònia, ja que és massa primerenca. En una declaració pòstuma, va deixar escrit que no havia tingut cap relació amb Paulí.
Eudòxia va escriure un poema heroic sobre la victòria obtinguda per les tropes del seu marit Teodosi II sobre els perses el 421 o 422, una paràfrasi de l'Octateuc també en vers heroic i en vuit llibres, una paràfrasi de les profecies de Daniel i Zacaries també en vers heroic; un poema sobre la historia i el martiri de Cebrià i de Justina sota Dioclecià. Zonaràs i Joan Tzetzes li atribueixen el poema Homero-Centones, un poema de temàtica religiosa format amb versos d'Homer.